# 洪山川
洪 山川（こう さんせん 英: Most Rev. John Hung Shan-chuan, S.V.D., 1943年11月20日 - ）は台湾のカトリック教会聖職者。神言会士で、現在台北教区大司教であり、初の台湾出身の大司教でもある。

## 略歴
洪山川は澎湖県に生まれ、本籍地の嘉義県竹崎郷で成長した。家族は五人兄弟、三人姉妹であり、兄弟の中で長男の洪山川と二男の洪山猛が聖職に従事するほかは、四番目の兄弟である洪団樟が創立した「一太e衛浴」で残りの兄弟と共同経営をしている。
高校時代、カトリック信徒であった同級生の影響で教会に触れ始め、1962年に受洗。1973年6月23日にフィリピンで神父に叙階された。主任司祭を以外にも、教会の組織で多くの職務を担当し、ならびに嘉義市輔仁中学の校長を長年にわたって務めた。そして、嘉義市宏仁女中、高雄市明誠中学、屏東県新基高中、台北市静修女中などの多くのミッションスクールの理事を兼任した。そのユーモラスな話し方で名高く、天主教監獄服務社を創立した。1991年、「大学特優教師」および中華民国私立教育事業協会弘道賞を獲得した。
2006年1月16日、教皇ベネディクト16世によりカトリック嘉義教区司教に任命、2006年2月28日に嘉義市輔仁中学で叙階された。2007年11月9日、教皇ベネディクト16世により台北大司教に任命、同年11月25日に台北の聖母無原罪司教座堂で着座した。

## 思想
第2バチカン公会議後の聖職者によく見られるように、諸宗教対話には熱心である。2008年8月、宜蘭県羅東鎮の聖母升天堂で50周年記念のミサが捧げられたが、道教の教文が読まれ、土地の神もミサに「与った」ため、近所の住民は教会が道教の廟に変えられたのかと思ったという。洪大司教は、「信仰を持つことはいいことだ」として異なる宗教との交流に歓迎の意を示した。